# Paradise (Ofenbach)
Paradise è un singolo del duo francese Ofenbach, pubblicato il 24 agosto 2018 come primo estratto dal primo album in studio Ofenbach.
Il singolo ha visto la partecipazione alla parte vocale del cantante svedese Benjamin Ingrosso.

## Video musicale
Il videoclip è stato pubblicato il 28 settembre 2018 sul canale YouTube del duo e mostra varie esibizioni teatrali con qualche magia.